# Sofka Popowa
Sofka Popowa (bulgarisch Софка Попова, engl. Transkription Sofka Popova, geb. Казанджиева – Kasandschiewa – Kazandzhieva; * 15. August 1953 in Plowdiw) ist eine ehemalige bulgarische Sprinterin.
Bei den Halleneuropameisterschaften 1971 in Sofia gewann sie mit der bulgarischen Mannschaft Bronze in der 4-mal-200-Meter-Staffel, und bei den Europameisterschaften 1978 in Prag wurde sie in der 4-mal-100-Meter-Staffel Vierte.
Einem sechsten Platz über 60 Meter bei den Halleneuropameisterschaften in Wien folgte im Jahr darauf der Titelgewinn über dieselbe Distanz bei den Halleneuropameisterschaften in Sindelfingen. Bei den Olympischen Spielen 1980 in Moskau erreichte sie über 100 Meter das Halbfinale und kam mit dem bulgarischen Quartett in der 4-mal-100-Meter-Staffel auf den vierten Platz.
Einer weiteren Goldmedaille über 50 Meter bei den Halleneuropameisterschaften 1981 in Grenoble folgte 1982 Silber über 60 Meter bei den Halleneuropameisterschaften in Mailand. Bei den Europameisterschaften 1982 in Athen schied sie über 100 Meter im Halbfinale aus und kam in der Staffel erneut auf den vierten Platz.
Von 1978 bis 1982 wurde sie fünfmal in Folge bulgarische Hallenmeisterin über 50 bzw. 60 Meter. Ihr Ehemann Alexandar Popow war ebenfalls als Leichtathlet aktiv.

## Persönliche Bestzeiten
- 50 m (Halle): 6,17 s, 22. Februar 1981, Grenoble
- 60 m (Halle): 7,11 s, 2. März 1981, Sindelfingen
- 100 m: 11,15 s, 13. Juni 1980, Sofia